# Ронда (Малага)
Ронда (ісп. Ronda) — муніципалітет в Іспанії, у складі автономної спільноти Андалусія, у провінції Малага. Населення — 36 909 осіб (2010).
Муніципалітет розташований на відстані близько 430 км на південь від Мадрида, 65 км на захід від Малаги.
На території муніципалітету розташовані такі населені пункти (дані про населення за 2010 рік):
- Монтекорто: 667 осіб
- Ронда: 35709 осіб
- Серрато: 533 особи

## Демографія
Динаміка населення (INE ):

## Персоналії
- Аббас ібн Фірнас (809—887) — був андалузьким ерудитом: винахідником, лікарем, хіміком, інженером, андалузьким музикою і поетом на арабській мові.
- Хоакін Пейнадо (1898—1975) — іспанський художник-кубіст.

## Галерея зображень

Розташування муніципалітету у провінції Малага
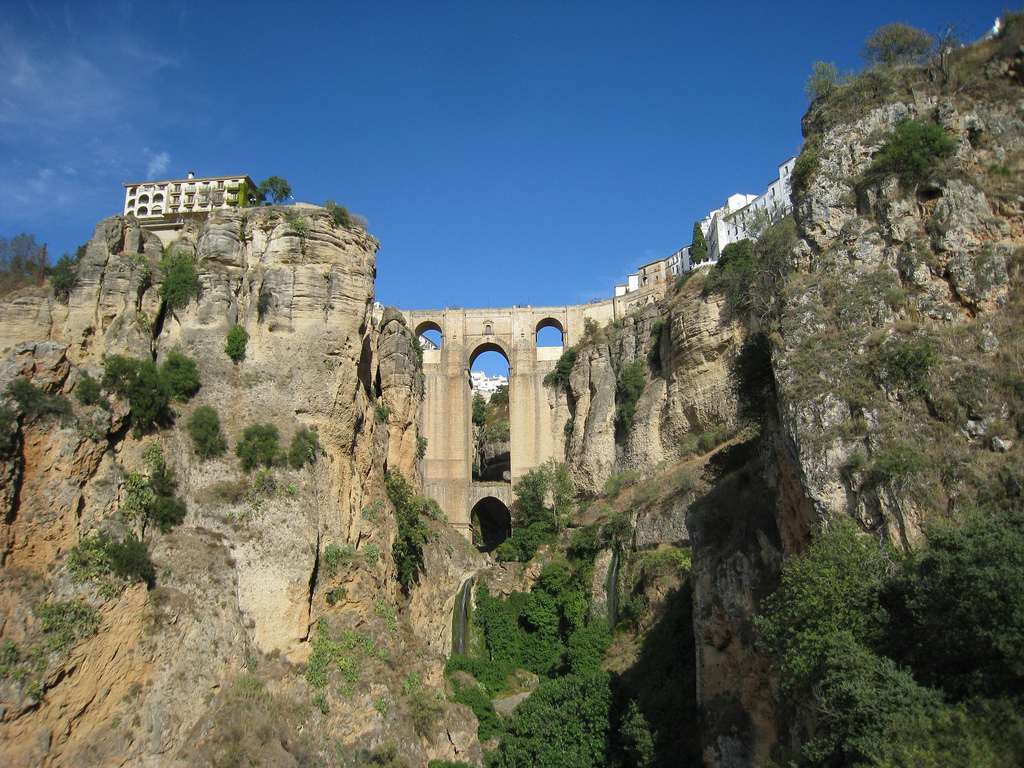
Пуенте-Нуево ("новий міст"), 1759-1793 рр.
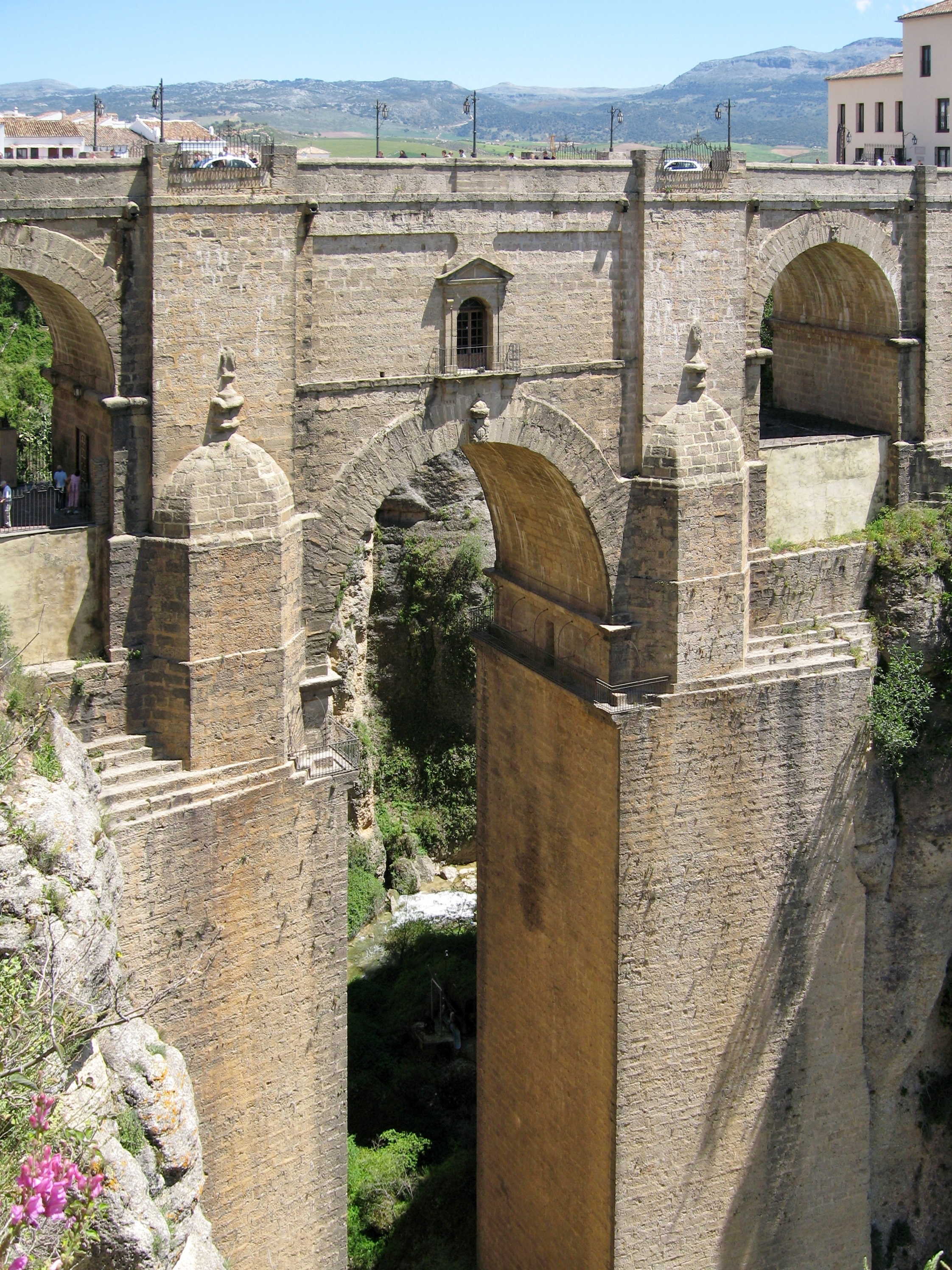
Пуенте-Нуево
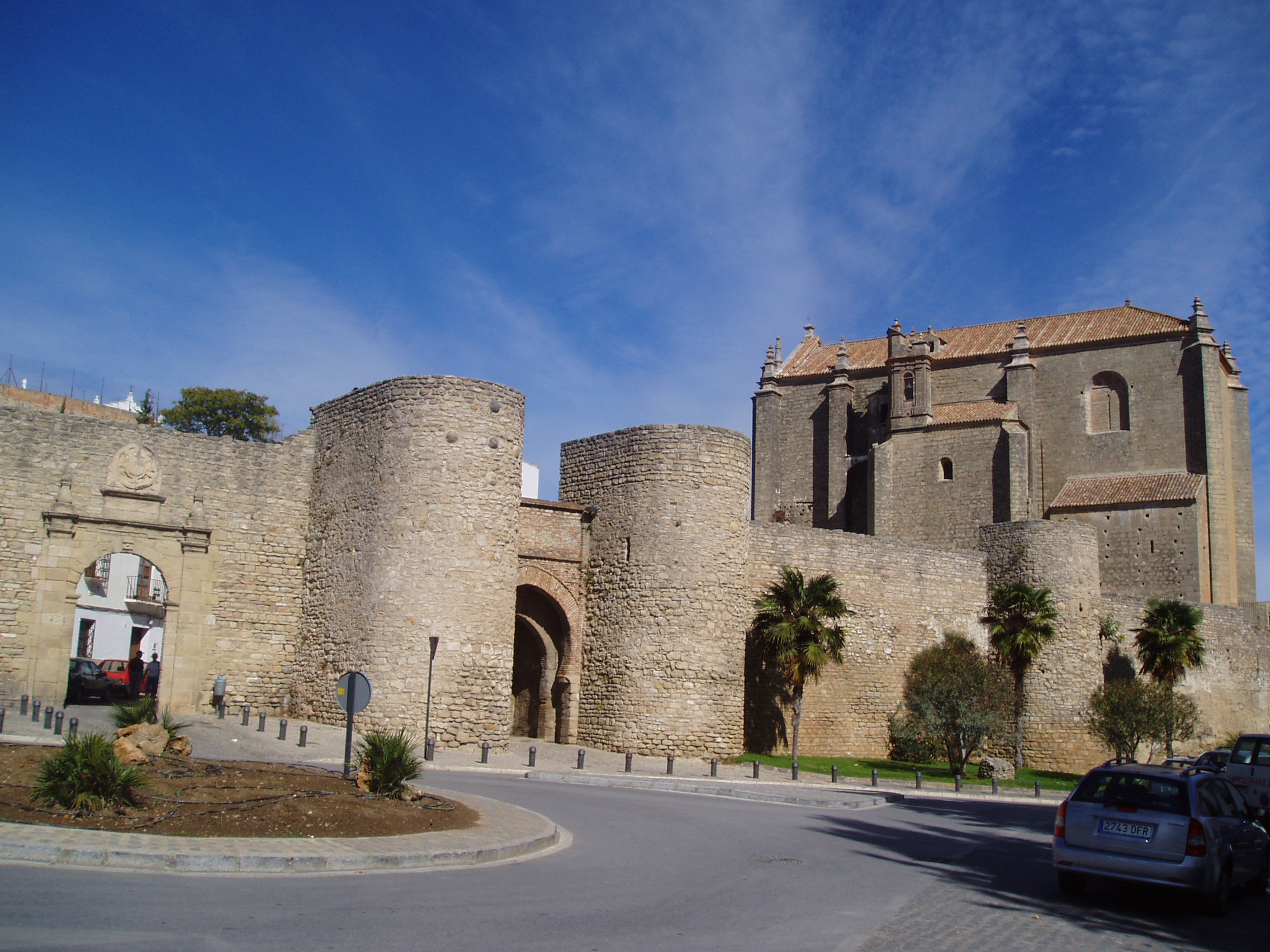
Міський мур Ронди
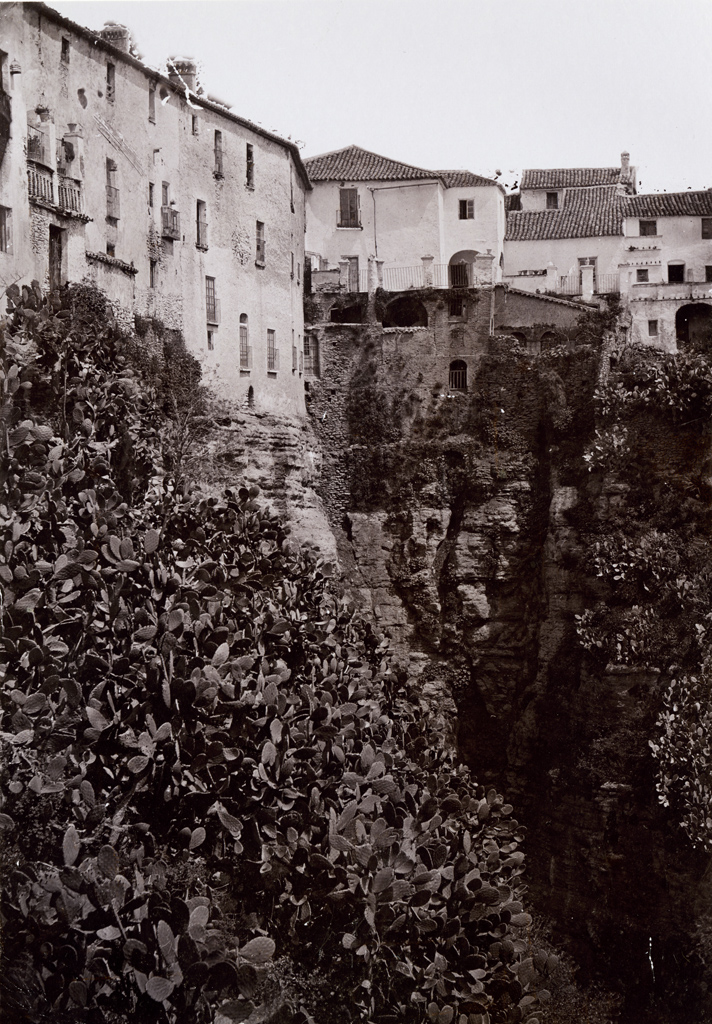
Ронда у 1878 році
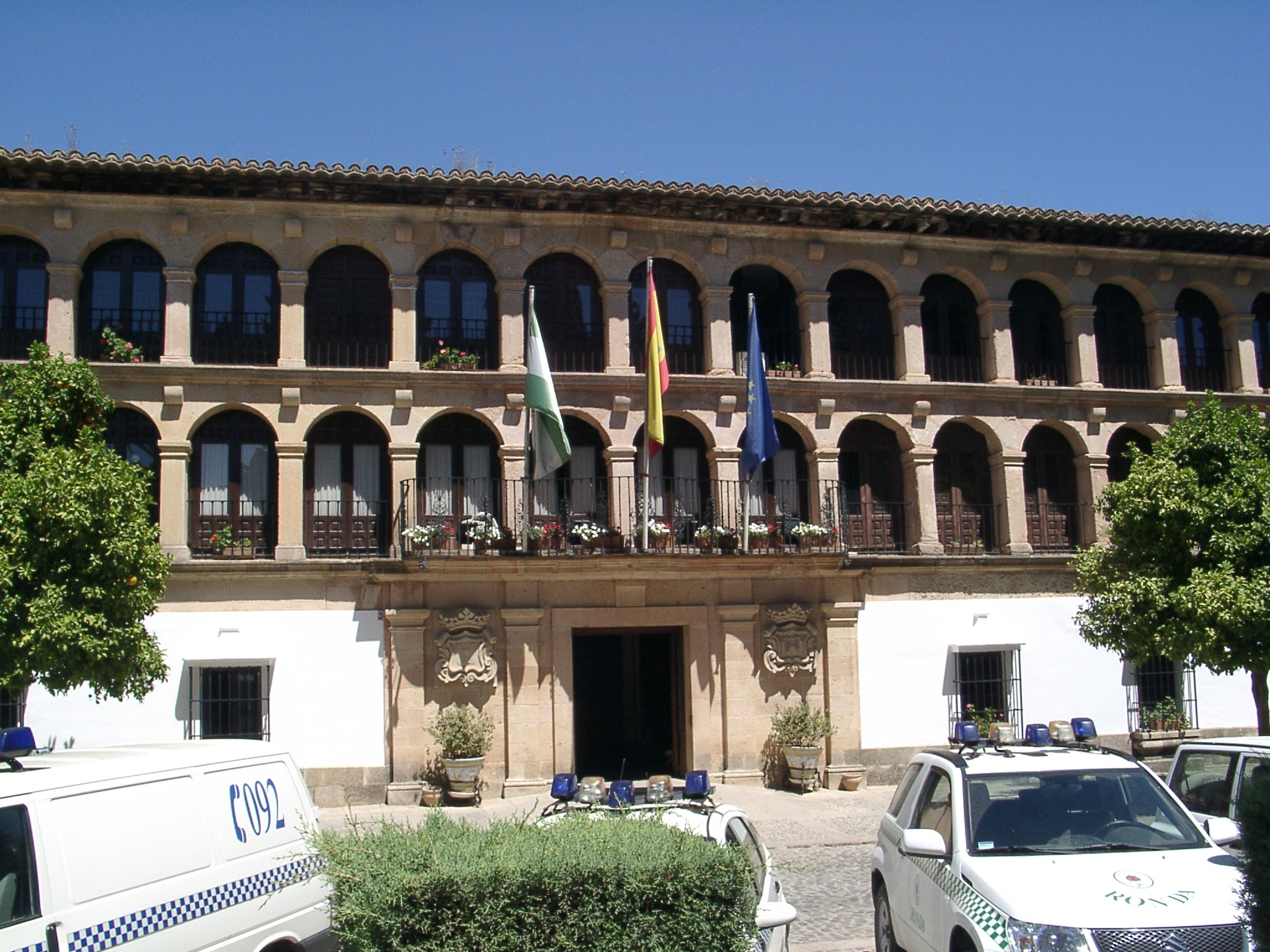
Муніципальна рада
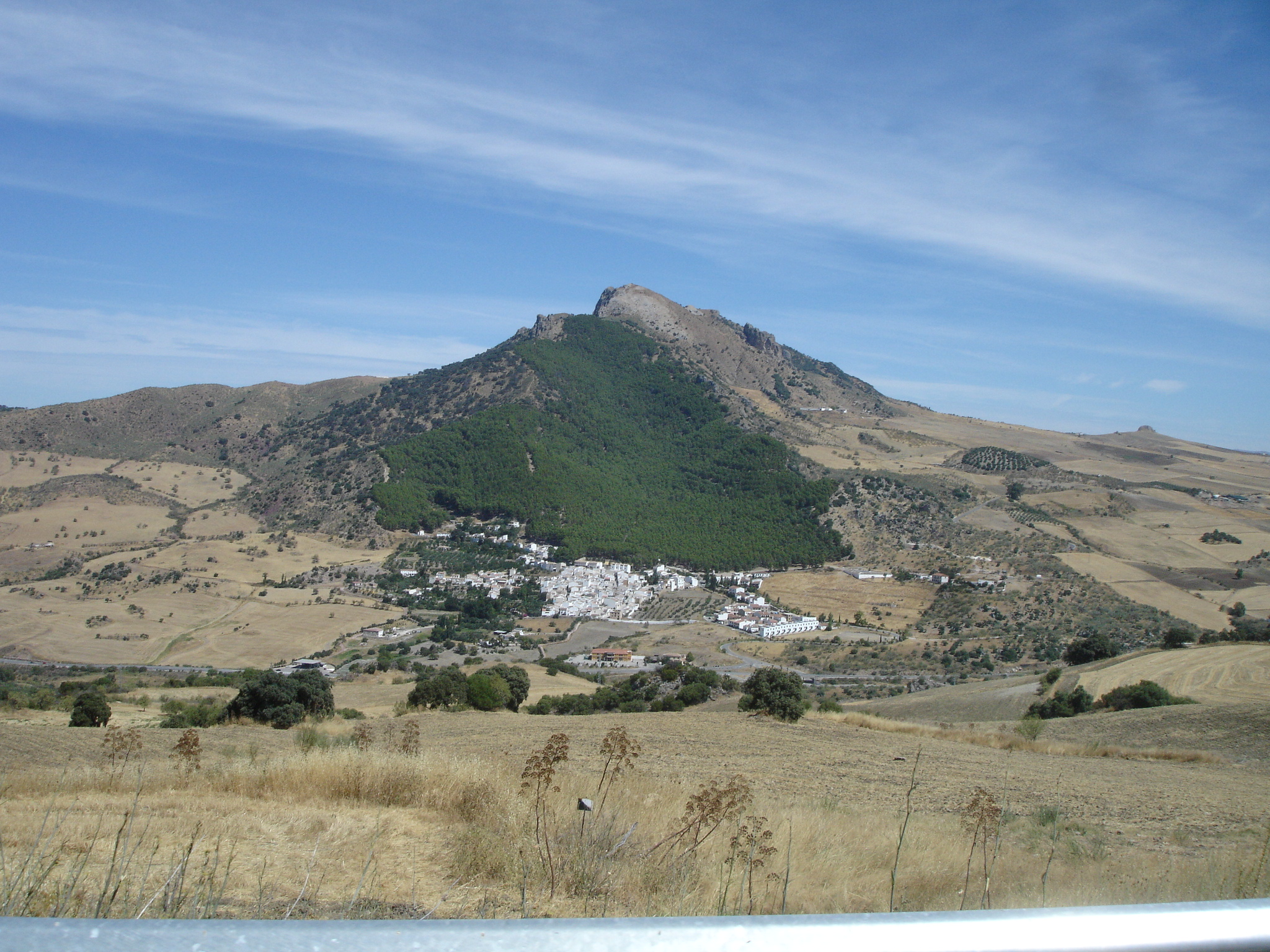
Монтекорто
Пам'ятник бику, Ронда
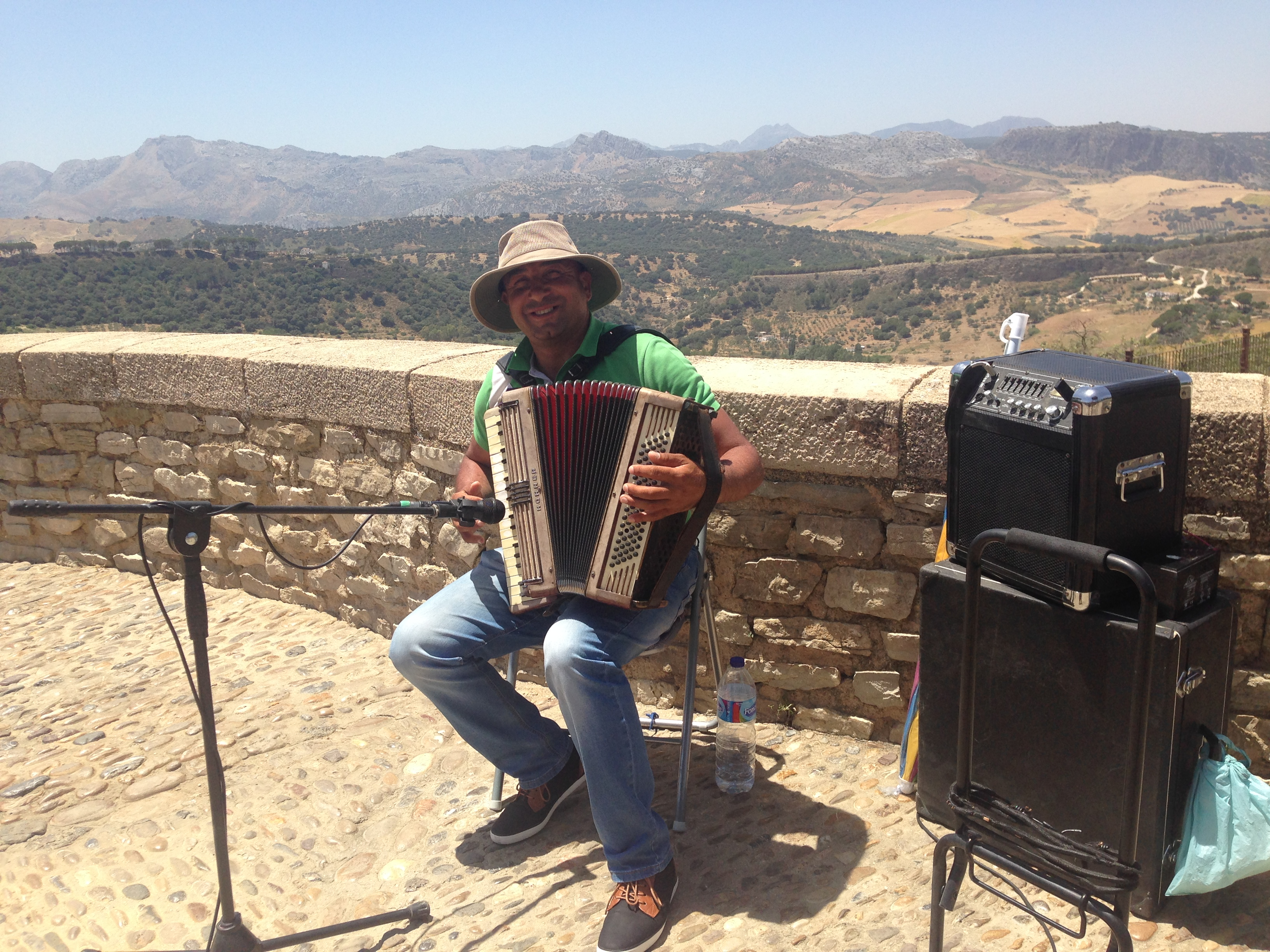
Вуличний музикант, Ронда
Місцевий художник, Ронда
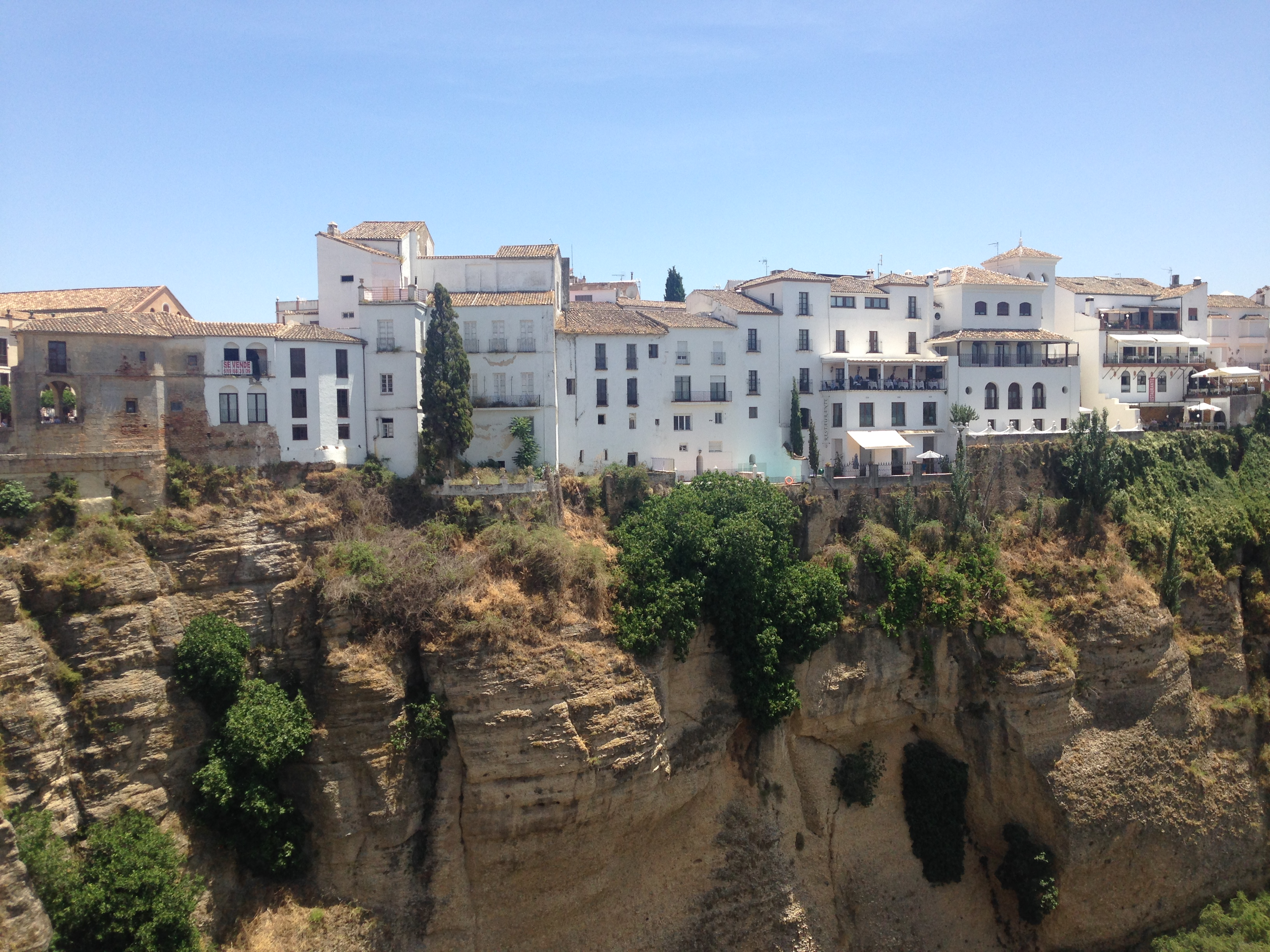
Місцеві краєвиди, Ронда
У центрі міста, Ронда